# 梁思浩
梁思浩（英語：Spencer Leung Sze Ho，1967年4月24日—），前D100、香港數碼電台及香港電台第二台節目主持人，香港藝人兼電視節目主持人、商人。他近年較為人熟知的是主持有線電視台節目《怪談》及《怪談‧靈異直播》，還有無綫電視的《通靈之王》系列、《直播靈接觸》系列。

## 背景
梁思浩在14歲時父母離婚，母改嫁並將他遺棄在香港。他被交托給一個沒血緣關係的婆婆照顧。放下半年生活費後，母親便帶弟弟梁思聰移民。自此之後與梁思浩斷絕來往。他早年在旺角砵蘭街居住，曾就讀中華基督教會協和小學下午校，畢業於油蔴地天主教小學下午校。入讀後者時與藝人邵美琪為同班同學。中學時代就讀基督教香港信義會信義中學及聖母無玷聖心書院，讀書期間已經參與拍攝廣告掙取生活費。之後他就讀香港演藝學院。加入娛樂圈前曾任職麥當勞侍應、肯德基侍應、文職工作。直至1986年他加入無綫電視。香港專欄作家陶傑曾表示，梁思浩是中國建築家梁思成失散了的堂弟，即梁思浩的爸爸是清朝改革家梁啟超的（堂）兄弟。
2024年5月，在無綫電視節目《直播靈接觸》中，梁思浩透露自己與Beyond樂隊前成員劉志遠是鄰居。

## 演藝事業

### 電視及電影
梁思浩在無綫電視出身，早年在處境喜劇《城市故事》中飾演「洗米華」一角嶄露頭角。當時監製李添勝罵他是垃圾，之後叫他去1廠學梁朝偉和劉青雲。最後獲得梁朝偉、劉青雲指導，演技大躍進。輾轉過檔亞洲電視，但因梁思浩生有一副孩子臉，所以只局限於演出弟弟一類的角色，最後他決定到加拿大讀書。三年後回流。在演出機會少的情況下，他跟李麗珍和李莉莉合作拍攝三級片。1994年，梁思浩接拍李力持及周星馳執導的電影《國產凌凌漆》，飾演死囚一幕，被周星馳重拍了三次，其實他第一次已收貨，梁質疑被周戲弄，之後聲稱「乞食也不和周合作」。
梁思浩及後簽了肥媽做經理人，四出走埠登台唱歌。當時有傳無綫電視有一個不明文規定，凡跳槽過亞洲電視的藝人一概撥入黑名單。但是肥媽跟無綫高層何麗全私交甚篤，梁思浩不受黑名單影響。1996年，李麗珊在奧運會奪得金牌，梁思浩一人負責訪問她。由於是獨家片段，他開始重獲更多演出機會，改在《歡樂今宵》演出。期間，他卻因戲仿歌手容祖兒而玩出火；2001年，他遇襲被掌摑，事件發生後，警方給他兩個選擇：一、改名換姓搬去另一個國家居住，直到上庭；二、給十個警察廿四小時保護。但梁思浩認為自己無做錯事，好正義，不用退避。結果，當年每天被十個人圍住，開工又要申請。在該十個月裡，無綫電視沒有安排他演出。警方怕他承受不到壓力便帶他見心理醫生。2004年TVB裁員，他成受害者，一邊哭著說：「我愛TVB」、又罵無情無義。。直至2004年，無綫電視大規模裁員，梁思浩是首批被裁藝員，更被列入黑名單。樂易玲指他被裁原因是他多年沒有拍劇。之後他到過不同的電視台及電台工作，曾擔任過直播節目司儀。2012年至2013年，無綫電視有藝員科同事邀請梁思浩回巢做主持。然而一直未成事。究其原因，與無綫電視的黑名單有關。直至2021年，在總經理曾志偉出人情牌的情況下重返無綫電視。

### 唱片騎師

#### 香港電台
梁思浩在香港電台以「服務提供者合約」擔任節目主持人十七年，他在電台發展順利，擔任電台節目瘋show快活人主持。梁思浩與香港電台的合作關係於2011年5月13日結束，他事前並沒有接獲通知。他在停職後發聲明說：「在香港電台開工 17年，從未試過一日遲到或曠工，但今日主持《瘋show快活人》就第一次出現。我寫這封信給廣大聽眾，只希望大家知道，我是被迫遲到、被迫曠工，如今在港台被迫封咪，恐怕再沒機會在《瘋show快活人》出現，更是千般不願、萬般不捨。」而港台公關部只表示：「今日開始停止他繼續主持《瘋show快活人》，他今日已冇開咪。」停工原因則沒有再補充。

#### 數碼電台
梁思浩與港台合作關係結束後，同年7月28日，他跟香港數碼廣播台長鄭經翰簽下3年合約。在8月25日，梁思浩承認與鄭經翰簽約三年，表示非常滿意薪酬。2011年12月13日，於香港數碼廣播大家台伙拍莊思敏、江美儀、陳彥行、葉念琛及黃靜開咪主持《大家真風騷》。
在2020年9月4日《大家真風騷2020》 梁思浩團隊暫別前最後一天！每個離別都是新的開始，成軍十年感謝聽眾支持！《大家「真」風騷》2020

## 演出作品

### 電視劇（無綫電視）
- 城市故事 飾 許志華（洗米華）
- 大都會  飾 浩然
- 天堂血路（電視電影）
- 義不容情 飾 周志文
- 末代天師
- 黑白之家
- 相愛又如何
- 包青天
- 雪山飛狐 飾 心硯
- 壹號皇庭V 飾 王永祥
- 富豪海灣非凡情緣 飾 服務生，Michael助手

### 電視劇（亞洲電視）
- 1989年 望父成龍
- 1989年 兜亂兩仔爺 飾 風啟聰
- 1990年 血染紫禁城 飾 同治帝
- 1990年 還看今朝 飾 宋國
- 1990年 富貴冤家
- 1991年 中華英雄之中華傲訣 飾 無情
- 2005年 美麗傳說2星願
- 2008年 今日法庭

### 電視劇（香港有線電視第1台）
- 2007年 補習天后 飾 歐森

### 電影
- 1984年 少女日記
- 1989年 奇蹟
- 1989年 烈火街頭
- 1990年 盲荒的童話
- 1992年 賭魂
- 1992年 女子監獄1993
- 1994年 不扣鈕的女孩
- 1994年 滿清禁宮奇案 飾 小李子
- 1994年 刀劍笑
- 1994年 香港淪陷
- 1994年 國產凌凌漆 飾 死刑犯

### 廣播劇
- 2001年 雍正皇帝 飾 李衛

### 節目主持（無綫電視）
- 城市追擊
- 我愛鬥一番
- 歡樂今宵
- 廚神有嚼樂
- 週五放輕鬆
- 通靈之王（2022）
- 通靈之王2（2023）
- 直播靈接觸（2024）

### 節目主持（亞洲電視）
- 尋找百姓家（2011）
- 今晚見（亞洲電視OTT平臺版）

### 節目主持（有線奇妙台）
- 怪談（2006至2009年、2013年至2020年）
- 怪談‧靈異直播（2012年）

### 節目主持（香港開電視）
- 經典怪談（2020年）

### 節目主持（now觀星台）
- 102觀星總部
- 娛樂審死官（2012年）

### 電台節目主持
- 大家真風騷
- 瘋show快活人
- 唔係呀嘛who la la
- 精靈廣播集團
- 食神

## 作品

### 書刊
- 《Ghost Files》
- 《思家菜譜》
- 《B浩看世界》
- 《尋找娛樂圈隱世高人》
- 《思家功工房》
- 《怪談娛樂圈》
- 《梁思浩之不思議手記》
- 《思前死後》

## 音樂作品（歌曲）
- 運財夜，梁繼璋、梁思浩合唱
- 壽司仔

## 外部連結
- 梁思浩的Facebook專頁
- 梁思浩的新浪微博
- 梁思浩 YouTube （页面存档备份，存于）
- 尋找娛樂圈隱世高人（線上閱讀）